# أكيرا يوشياما
أكيرا يوشياما هو سياسي ياباني، ولد في 3 مارس 1954 في كاشيوا في اليابان. حزبياً، نشط في الحزب الديمقراطي الياباني وPeople's Life First ‏. وقد انتخب عضو مجلس النواب من اليابان.

## وصلات خارجية
- الموقع الرسمي